# Paperino e l'orso ghiottone
Paperino e l'orso ghiottone (Beezy Bear) è un film del 1955 diretto da Jack Hannah. È un cortometraggio animato realizzato, in Technicolor, dalla Walt Disney Productions, uscito negli Stati Uniti il 2 settembre 1955 e distribuito dalla RKO Radio Pictures. A partire dagli anni novanta è più noto come L'orso goloso.

## Trama
In un giorno di sole, Paperino sta badando al suo allevamento di api, quando all'improvviso nota che l'orso Gelsomino vuole prendere il miele. Il papero lo scaccia, ma il grizzly viene inseguito dalle api e, per salvarsi, si tuffa in un lago. Paperino si avvia così furioso verso la sede del ranger Ocarina e lui chiama a raccolta tutti gli orsi. Gelsomino, tutto bagnato, viene messo assieme agli altri orsi in modo che Paperino possa indicare il colpevole. Il ranger cerca poi di risolvere il problema tracciando una linea di confine con un gessetto per evitare che il miele del papero venga rubato dagli orsi. Gelsomino però lo vuole avere a tutti i costi e cerca in diversi modi di intrappolare le api, ma invano. A un certo punto decide di inserire un tubo dell'acqua dentro l'arnia, ma Paperino se ne accorge e attacca esso a un rubinetto. Il papero decide di aprire l'acqua, che alla fine investe lui, Gelsomino, e il ranger, facendoli cadere nel lago. A quel punto Ocarina rimprovera l'orso per la sua azione.

## Distribuzione

### Edizione italiana
Il cortometraggio fu distribuito in Italia il 2 aprile 1969 all'interno del programma Paperino show; il doppiaggio fu eseguito dalla C.D.C. e curato dal dialoghista Roberto De Leonardis. Nel 1995, per la trasmissione televisiva, il corto fu ridoppiato dalla Royfilm in collaborazione con Angriservices Edizioni. Tale doppiaggio è stato usato nelle varie occasioni successive.

### Edizioni home video
Il cortometraggio è incluso nella raccolta Il mio eroe Paperino, uscita sia in VHS che in DVD.